# Chloephaga
Chloephaga este un gen de păsări anseriforme din familia Anatidae care include cinci specii endemice continentului sud-american.

## Taxonomie
Genul Chloephaga a fost introdus în 1838 de naturalistul englez Thomas Campbell Eyton în lucrarea sa "A Monograph on the Anatidae, or Duck Tribe", care a desemnat specia tip drept Chloephaga magellanica. Aceasta este Anas magellanica Gmelin, JF 1789, care este sinonimă cu Anas leucoptera Gmelin, JF 1789. Anas leucoptera este considerată în prezent o subspecie a gâștei de munte Chloephaga picta leucoptera.[3] Numele genului provine din combinația dintre greaca antică khloē care înseamnă „iarbă” cu -phagos care înseamnă „mâncător”.

### Specii
Genul conține cinci specii.
| Imagine | Denumire științifică    | Nume comun     | Distribuție                                                                                       |
| ------- | ----------------------- | -------------- | ------------------------------------------------------------------------------------------------- |
|         | Chloephaga melanoptera  |                | Peru către sudul Chile și Argentina                                                               |
|         | Chloephaga picta        | Gâscă de munte | cea mai sudică parte a Americii de Sud                                                            |
|         | Chloephaga hybrida      |                | jumătatea sudică a statului Chile până la extremitatea estică a Țării de Foc și Insulele Falkland |
|         | Chloephaga poliocephala |                | cea mai sudică parte a Americii de Sud                                                            |
|         | Chloephaga rubidiceps   |                | Tierra del Fuego, Chile și Insulele Falkland și sudul Argentinei                                  |